# Bartolomeo Zani
Bartolomeo Zani (Portese, XV secolo – XVI secolo) è stato un tipografo e incisore italiano.

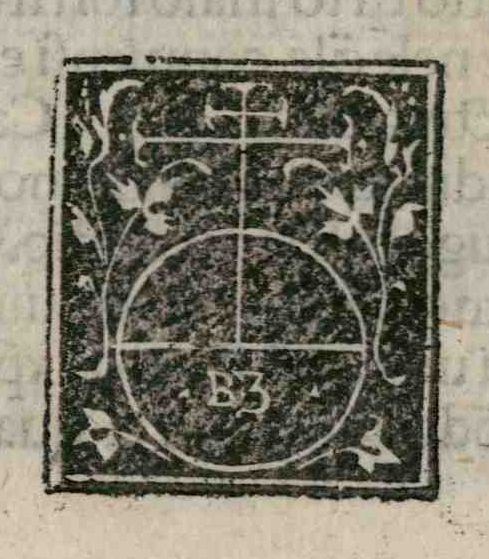
Marca tipografica di Zani

Nacque a Portese, frazione di San Felice del Benaco fu un noto stampatore della Repubblica Veneta.
Ebbe un'intensa attività come incisore di caratteri mobili e stampatore di preziosissimi libri nella sua bottega veneziana .
Nell'ottobre 1489 fu incaricato della Serenissima Repubblica di Venezia di intagliare e stampare gli Statuti Civili e Criminali delle Quadre Benacensi. Bartolomeo lavorò come tipografo fino al 1513 e come editore risulta ancora attivo fino al 1518.
Era parente, forse fratello, di Agostino che ne rilevò i caratteri e la stessa stamperia dopo la sua morte.
Il suo nome sulle edizioniè scritto come:Bartholomeus de Zannis; Bartholomeus de Zanis; Bartolomeo de Zani; Bartholomeo de Zanni; Bartholomio de Zanis.
Con delibera consigliare, nel 2008, il Comune di San Felice del Benaco ha istituito un museo a suo nome , la Raccolta Museale Permanente di Grafica d'Arte Bartholomeo Zane De Portesio.